# Gran Premi de San Marino de 1998
Resultats del Gran Premi de San Marino de la temporada 1998 disputat a l'Autodromo Enzo e Dino Ferrari el 26 d'abril del 1998.

## Classificació
| Pos | No | Pilot                 | Equip                  | Voltes | Temps/ Retirada  | Pos. de sortida | Punts |
| --- | -- | --------------------- | ---------------------- | ------ | ---------------- | --------------- | ----- |
| 1   | 7  | David Coulthard       | McLaren - Mercedes     | 62     | 1h 34' 25. 4     | 1               | 10    |
| 2   | 3  | Michael Schumacher    | Ferrari                | 62     | + 4.554 s        | 3               | 6     |
| 3   | 4  | Eddie Irvine          | Ferrari                | 62     | + 51.775 s       | 4               | 4     |
| 4   | 1  | Jacques Villeneuve    | Williams - Mecachrome  | 62     | 54.59            | 6               | 3     |
| 5   | 2  | Heinz-Harald Frentzen | Williams - Mecachrome  | 62     | + 1' 17.476 min. | 8               | 2     |
| 6   | 14 | Jean Alesi            | Sauber - Petronas      | 61     | + 1 Volta        | 12              | 1     |
| 7   | 10 | Ralf Schumacher       | Jordan - Mugen - Honda | 60     | + 2 Voltes       | 9               |       |
| 8   | 23 | Esteban Tuero         | Minardi - Ford         | 60     | + 2 Voltes       | 19              |       |
| 9   | 17 | Mika Salo             | Arrows                 | 60     | + 2 Voltes       | 14              |       |
| 10  | 9  | Damon Hill            | Jordan - Mugen - Honda | 57     | Hidràulics       | 7               |       |
| 11  | 11 | Olivier Panis         | Prost - Peugeot        | 56     | + 6 Voltes       | 13              |       |
| Ret | 20 | Ricardo Rosset        | Tyrrell - Ford         | 48     | Motor            | 22              |       |
| Ret | 21 | Toranosuke Takagi     | Tyrrell - Ford         | 40     | Motor            | 15              |       |
| Ret | 12 | Jarno Trulli          | Prost - Peugeot        | 34     | Accelerador      | 16              |       |
| Ret | 22 | Shinji Nakano         | Minardi - Ford         | 27     | Motor            | 21              |       |
| Ret | 16 | Pedro Diniz           | Arrows                 | 18     | Motor            | 18              |       |
| Ret | 8  | Mika Häkkinen         | McLaren - Mercedes     | 17     | Caixa canvi      | 2               |       |
| Ret | 5  | Giancarlo Fisichella  | Benetton - Playlife    | 17     | Virolla          | 10              |       |
| Ret | 6  | Alexander Wurz        | Benetton - Playlife    | 17     | Motor            | 5               |       |
| Ret | 15 | Johnny Herbert        | Sauber - Petronas      | 12     | Punxada          | 11              |       |
| Ret | 19 | Jan Magnussen         | Stewart - Ford         | 8      | Transmissió      | 20              |       |
| Ret | 18 | Rubens Barrichello    | Stewart - Ford         | 0      | Virolla          | 17              |       |

## Altres
- Pole: David Coulthard 1' 25. 627

- Volta ràpida: Michael Schumacher 1' 29. 345 (a la volta 48)